# 페슈와
페슈와(마라티어: पेशवे)는 페르시아어로 지도자를 뜻하는 "페슈워"(페르시아어: پیشوا)에서 유래한 단어로, 마라타 제국의 재상을 의미한다. 1674년 시바지 1세가 차트라파티가 된 후 공적이 많은 장군 모로판트 트림바크 핑글에게 이 칭호를 내린 것이 페슈와직의 시초이다. 원래는 세습이 불가능한 비세습직이었으나, 바트 가문의 발라지 비슈와나트 이후 바트 가문이 세습하게 되었다. 나중에는 이들의 권한이 워낙 강력해져 제국의 사실상 지배자가 되었으며, 1772년까지 군권을 장악하고 국정을 좌지우지하였다. 